# ياما
ياما أو يم (بالديفاناغارية: यम) أو يمراج (यमराज)، هو إله الموت، والدارما، والاتجاه الجنوبي، والعالم السفلي الذي يظهر في الغالب في الديانة الهندوسية والبوذية، وينتمي إلى طبقة مبكرة من آلهة ريجفيدا الهندوسية. في اللغة السنسكريتية، يمكن تفسير اسمه على أنه يعني "توأم". وهو أيضًا إله مهم يعبده الكيلاش والشعوب النورستانية سابقًا، مما يشير إلى مكانته ترترتونون
البارزة في الهندوسية القديمة.
في الهندوسية، ياما هو ابن إله الشمس سوريا، وسانجانا ابنة فيشفاكرما. ياما هو شقيق سرادهاديفا مانو وأخته الكبرى يامي، والتي يشير هوراس هايمان ويلسون إلى أنها تعني يامونا. وفقًا للفيدا، يُقال أن ياما كان أول شخص مات. وبحكم الأسبقية في ذلك، أصبح حاكم الموت، ويُدعى "رب الأموات".